# Bang-Bang Club
Bang-Bang Club ist der Name einer Gruppe von vier südafrikanischen Fotojournalisten, die während der Apartheid, insbesondere zwischen 1990 und 1994, in den Townships Südafrikas aktiv waren. Zur Gruppe werden Kevin Carter, Greg Marinovich, Ken Oosterbroek und João Silva gezählt, die aber auch mit vielen weiteren Fotojournalisten zusammenarbeiteten.

## Geschichte
Der Name „Bang-Bang Club“ stammt aus einem Artikel des südafrikanischen Magazins Living, in dem die Gruppe zuerst als „The Bang Bang Paparazzi“ bezeichnet wurde. Die Mitglieder sahen ihre Arbeit durch den Begriff Paparazzi allerdings falsch verstanden, weshalb dieser durch Club ersetzt wurde. Bang-Bang entsprang hingegen der Sprachkultur der Townships, die den Begriff umgangssprachlich zum Verweis auf die auftretende Gewalt benutzte und den Klang von Schüssen onomatopoetisch beschrieb.
Am 18. April 1994 wurde Oosterbroek bei einem Feuergefecht zwischen nationalen Friedenstruppen und Unterstützern des African National Congress durch Kreuzfeuer getötet. Sein Kollege Marinovich wurde schwer verletzt. Eine gerichtliche Untersuchung zum Tod Oosterbroeks begann im Jahr 1995: Der Magistrat entschied, dass keine Partei für den Tod verantwortlich gemacht werden dürfe. Im Jahr 1999 sagte Brian Mkhize, ein Mitglied der nationalen Friedenstruppe, dass er glaube, die Kugel, die Oosterbroek getötet hatte, stamme von der nationalen Friedenstruppe.
Am 23. Oktober 2010 trat Silva auf eine Landmine, während er US-Soldaten in Kandahar auf einer Patrouille begleitete. Er verlor beide Beine unterhalb des Knies.

## Auszeichnungen
Zwei Mitglieder gewannen Pulitzer-Preise für ihre Fotografien: Marinovich gewann den Pulitzer-Preis für Spot News Photography im Jahr 1991 für seine Berichterstattung von der Tötung von Lindsaye Tshabalala im Jahr 1990. Tshabalala wurde der Spionage verdächtigt und durch Unterstützer der African National Congress verbrannt. Das Foto zeigte einen Mann, der auf den ohnehin schon brennenden Tshabalala mit einer Machete einschlug. So beschreibt Marinovich die Situation in der Retrospektive:

“This was without doubt the worst day of my life, and the trauma remains with me, despite some twenty years and a lot of coming to terms with the incident, my role and what it means to be involved in murder. This mudered happened a month after I had witnessed the one in Nancefield Hostel, and I was determined to redeem myself by not just being an observer. I neither saved him, nor redeemed myself, though at least I did not act shamefully.”

„Das war ohne Zweifel der schlimmste Tag meines Lebens. Das Trauma bleibt mir trotz der zwanzig Jahre und häufiger Auseinandersetzung mit dem Vorfall, meiner Rolle und mit dem, was es heißt, in einen Mord verwickelt zu sein. Dieser Mord passierte einen Monat nachdem ich den Mord in Nancefield Hostel erlebt hatte und ich war entschlossen, mich von der Rolle des Beobachters zu lösen. Ich habe ihn weder gerettet, noch mich erlöst, dennoch habe ich nicht schändlich gehandelt.“

Kevin Carter gewann den Pulitzer für Feature Photography im Jahre 1994 für sein Foto eines Geiers, der ein hungerndes Kind im südlichen Sudan beobachtet. Knapp zwei Monate nach der Auszeichnung beging er Suizid.

## Bücher
- Greg Marinovich, João Silva: Der Bang-Bang Club. Schnappschüsse aus einem verborgenen Krieg. Wunderhorn, Heidelberg 2015, ISBN 978-3-88423-494-5 (englisch: The Bang-Bang Club. Snapshots from a Hidden War. New York 2000. Übersetzt von Manfred Loimeier).

## Filme
- The Death of Kevin Carter: Casualty of the Bang Bang Club (2004), Regie: Dan Krauss
- The Bang Bang Club (2010), Regie: Steven Silver
- When Under Fire – Shoot It! The Story of the Legendary „Bang Bang Club“ (2013), Regie: Marc Wiese; Engstfeld Filmproduktion